# 143 a.C.
Il 143 a.C. (CXLIII a.C. in numeri romani) è un anno  del II secolo a.C.

## Eventi
- Appio Claudio Pulcro, Quinto Cecilio Metello Macedonico diventano consoli della Repubblica romana.

## Nati
- Marco Antonio Oratore, politico, militare e oratore romano († 86 a.C.)
- Simone Maccabeo, condottiero, sovrano e sacerdote ebreo antico († 135 a.C.)